# Teatro Elba Ramalho

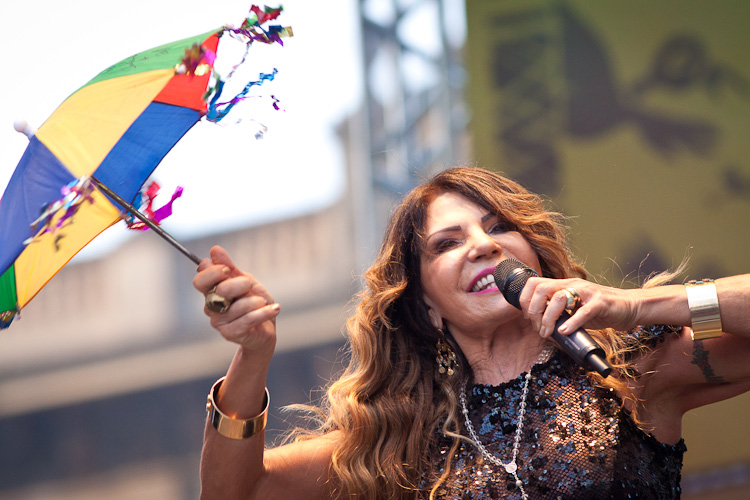
Elba Ramalho, a homenageada

O Teatro Elba Ramalho é um prédio utilizado para fins artísticos e culturais localizado no bairro do Catolé, na cidade brasileira de Campina Grande, Paraíba. Primeiro teatro-escola da cidade, foi inaugurado em 2 de outubro de 1993 na rua Maria Minerva de Figueiredo, 169, e apresenta capacidade para cem lugares. A administração fica a cargo da ONG  Fundação Artístico-Cultural Manuel Bandeira  (FACMA), fundada pela professora e escritora Elizabeth Marinheiro.
Além de peças teatrais e grupos de dança, a casa serve de lugar a seminários, palestras, lançamentos de livros e revistas, além de corais, cursos de literatura e produção de textos e artesanato.
O teatro foi batizado em homenagem à cantora homônima, Elba Ramalho, natural de Conceição, interior do estado.
Em dezembro de 1998 o teatro-escola teve sua conclusão financiada pela lei de incentivo à cultura do Ministério da Cultura do Brasil.